# 花屋町通

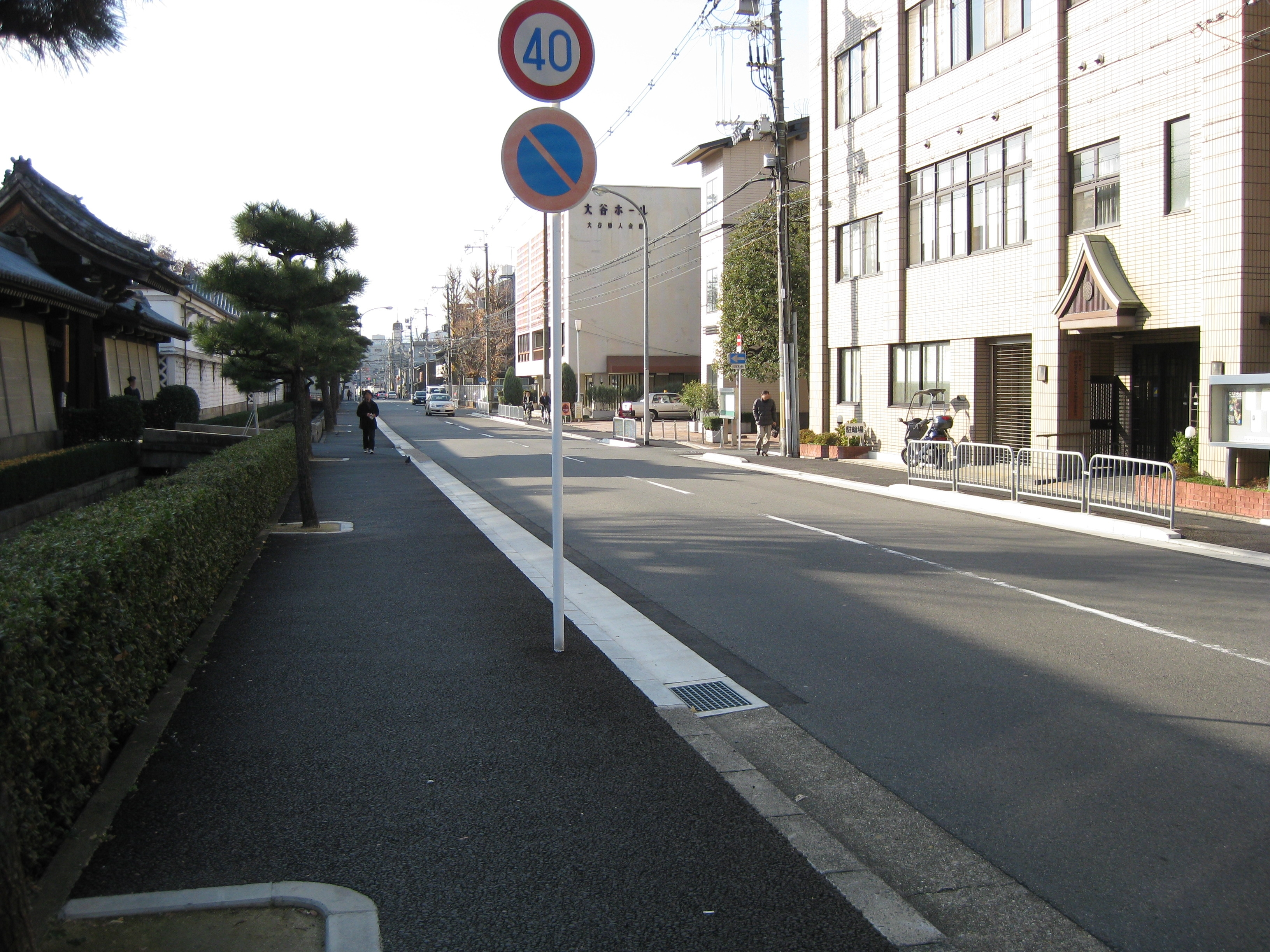
花屋町通。南側（画面左）に東本願寺が隣接する

花屋町通（はなやちょうどおり）は、京都市の東西の通りの1つ。東は富小路通から西は天神川通・阪急西京極駅前まで至る。途中、中央卸売市場と山陰本線があるため、道は中断される。
平安京の左女牛小路（さめうしこうじ）に相当する。全長は約4キロメートル。

## 概要
通りの読み方に関しては、「はなやまち」と読んでも間違いないが、「はなやちょう」のほうが浸透している。由来には、両本願寺に手向ける生花商の店が多かったことからこの名がついたという説がある。
元々は平安時代に開通していたのだが、後の応仁の乱で荒廃し、天正年間に豊臣秀吉によって再開発された。明治時代までは大宮通から島原までの通りであり、新町通以東は万年寺通（まんねんじどおり）と呼ばれていた。明治15年(1882年)には西本願寺と本圀寺の間、つまり大宮通から堀川通にかけて花屋町通が延伸されるが、さらに新町通と堀川通の間が開通すると、一筋南の花屋町通の堀川通以西の区間とつないで全線を花屋町通と名付けた。これにより平安時代以来の花屋町通のうち新町通から堀川通までの区間は旧花屋町通と改名された。この間では一筋北の花屋町通を新花屋町通と呼ぶこともある。山陰本線以西の区間は都市計画道路として建設された。
烏丸通から富小路通までは西行きの一方通行の道だが、烏丸通から西は一部を除きほぼ片側1車線の双方通行の道路になる。ちなみに七本松通との交差点はかなり広い。御前通から佐井通の西までは、北側を西高瀬川が東から西に並行して流れる。
両本願寺にはさまれた区間の沿道は、数珠や仏壇を売る仏具屋が軒を連ね、山陰本線より西の区間は、住宅や商店が立ち並ぶ。また、西小路花屋町には花卉卸市場があったが、現在は川端十条に移転している。

## 沿道の主な施設
- 万年寺 － 万年寺通の名前の由来。
- 文子天満宮
- 代々木ゼミナール京都校
- 東本願寺
- 風俗博物館 - 2016年に堀川通下るに移転。
- 西本願寺
- 嶋原大門
- 角屋もてなしの文化美術館
- 京都市中央卸売市場第一市場
- 京都市立七条第三小学校
- 阪急京都本線 ‐ 西京極駅

## 交差する主な道路など
- 交差する道路の特記が無いものは、主要地方道を除く市道。

| 交差する道路 北← 花屋町通 →南      | 交差する道路 北← 花屋町通 →南      | 交差する場所       | 交差する場所   |                    |
| ---------------------------------- | ---------------------------------- | ------------------ | -------------- | ------------------ |
| <富小路通>                         | <富小路通>                         | 下京区             |                | 東↑ ∧花屋町通∨ ↓西 |
| 国道24号 <烏丸通>                  |                                    | 下京区             |                | 東↑ ∧花屋町通∨ ↓西 |
| <新町通>                           |                                    | 下京区             |                | 東↑ ∧花屋町通∨ ↓西 |
| <西洞院通>                         | <西洞院通>                         | 下京区             | 西洞院新花屋町 | 東↑ ∧花屋町通∨ ↓西 |
| 国道1号 <堀川通>                   |                                    | 下京区             |                | 東↑ ∧花屋町通∨ ↓西 |
| <大宮通>                           | <大宮通>                           | 下京区             | 大宮花屋町     | 東↑ ∧花屋町通∨ ↓西 |
| <壬生川通>                         |                                    | 下京区             |                | 東↑ ∧花屋町通∨ ↓西 |
| 山陰本線                           |                                    |                    |                | 東↑ ∧花屋町通∨ ↓西 |
| <七本松通>                         |                                    |                    |                | 東↑ ∧花屋町通∨ ↓西 |
| <御前通>                           |                                    |                    |                | 東↑ ∧花屋町通∨ ↓西 |
| 市道181号京都環状線 <西大路通>     | 市道181号京都環状線 <西大路通>     | 西大路花屋町       |                | 東↑ ∧花屋町通∨ ↓西 |
| <佐井通>                           | <佐井通>                           | 春日（佐井）花屋町 |                | 東↑ ∧花屋町通∨ ↓西 |
| <西小路通>                         | <西小路通>                         | 右京区             | 西小路花屋町   | 東↑ ∧花屋町通∨ ↓西 |
| <葛野大路通>                       | <葛野大路通>                       | 右京区             | 葛野花屋町     | 東↑ ∧花屋町通∨ ↓西 |
| 府道113号梅津東山七条線            | 府道113号梅津東山七条線            | 右京区             | 西京極駅前     | 東↑ ∧花屋町通∨ ↓西 |
| 市道184号宇多野吉祥院線 <天神川通> | 市道184号宇多野吉祥院線 <天神川通> | 右京区             | 西京極駅前     | 東↑ ∧花屋町通∨ ↓西 |